# Morábito de São Pedro
O Morábito de São Pedro, igualmente conhecido como Capela de São Pedro ou Ermida de São Pedro, é um monumento religioso na vila de Alvor, na região do Algarve, em Portugal.

## Descrição e história

Interior do Morábito de São Pedro.

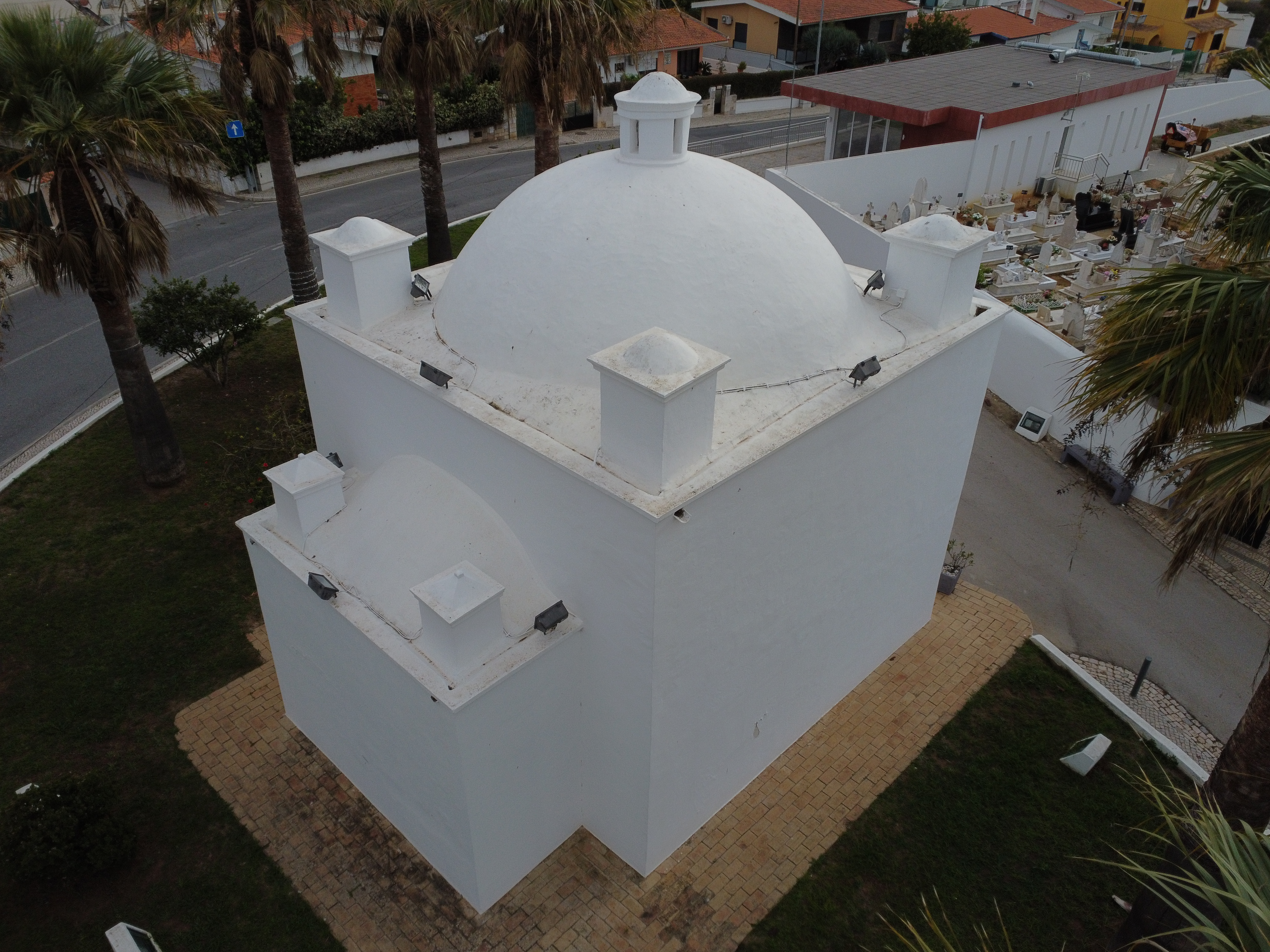
Fotografia da fachada posterior.

Encontra-se na Rua de São Pedro, nas imediações do cemitério de Alvor. Consiste num pequeno edifício religioso, de planta quadrangular e rematada por uma cúpula. Apresenta várias semelhanças com o Morábito de São João, igualmente situado em Alvor, em termos de composição geométrica.
Foi erguido durante a época medieval islâmica, provavelmente nos séculos XI ou XII, sendo então um templo muçulmano, tendo sido depois reconvertido ao culto cristão.
Foi possivelmente alvo de obras de reconstrução no século XVI, e nos finais do século XVIII, durante a visita do bispo D. Francisco Gomes do Avelar, é registado que ali não se celebravam missas. Em 1889 foram feitas obras de restauro, e em 1907 o investigador Ataíde Oliveira relata que estava ocupado por pessoas de etnia cigana. Em 1977 o Ministério da Administração Interna deu um subsídio à autarquia de Portimão, para financiar a realização de trabalhos de recuperação dos morabitos, e no ano seguinte foi classificado como Imóvel de Interesse Público em 1978. Em 1979 foi alvo de uma intervenção de restauro por parte da Direcção-Geral dos Edifícios e Monumentos Nacionais, durante as quais foram demolidas as várias dependências que se encontravam adossadas ao monumento.